# Pierres (Eure-et-Loir)
Pierres é uma comuna francesa na região administrativa do Centro, no departamento de Eure-et-Loir. Estende-se por uma área de 10,41 km². Em 2010 a comuna tinha 2 826 habitantes (densidade: 271,5 hab./km²).